# Задруга (Болгарія)
Задру́га (болг. Задруга) — село в Разградській області Болгарії. Входить до складу общини Кубрат.

## Населення
За даними перепису населення 2011 року у селі проживали 434 особи.
Національний склад населення села:
| Національність   | Кількість осіб | Відсоток |
| ---------------- | -------------- | -------- |
| турки            | 371            | 85,5%    |
| цигани           | 38             | 8,8%     |
| болгари          | 25             | 5,8%     |
| інша             | 0              | 0%       |
| не визначились   | 0              | 0%       |
| Всього відповіли | 434            |          |

Розподіл населення за віком у 2011 році:
Динаміка населення: